# Kim Reynolds
Kim Reynolds (hay Kimberly Kay Reynolds, nhũ danh Strawn, sinh ngày 04 tháng 8 năm 1959) là một nữ chính trị gia người Mỹ. Bà hiện là Thống đốc thứ 43 và đương nhiệm của tiểu bang Iowa kể từ năm 2017. Bà nguyên là Phó Thống đốc thứ 46 của Iowa từ năm 2011 đến năm 2017; Thượng nghị sĩ Thượng viện Iowa từ năm 2009 đến năm 2010; Thủ quỹ quận Clarke, Iowa trong bốn nhiệm kỳ. Bà trở thành Thống đốc Iowa vào tháng 5 năm 2017 khi người tiền nhiệm Terry Branstad, từ chức trở thành Đại sứ Hoa Kỳ tại Trung Quốc. Bà đã tham gia tranh cử và giành chiến thắng, tiếp tục là Thống đốc trong tổng tuyển cử năm 2018.
Kim Reynolds là Đảng viên Đảng Cộng hòa, học vị Cử nhân Nghiên cứu Tự do (BLS), chính trị gia bảo thủ. Bà đã ủng hộ mãnh mẽ Tổng thống Donald Trump, thực hiện các chính sách phe Cộng hòa ở tiểu bang. Trong Đại dịch COVID-19, bà chỉ huy Iowa chống dịch, gặp nhiều vấn đề về biện pháp y tế, giãn cách xã hội, lệnh ở nhà và lệnh bắt buộc khẩu trang, tiểu bang Iowa chịu nhiều thiệt hại về tình hình khuếch tán của chủng virus.

## Xuất thân, giáo dục và thời kỳ đầu
Kim Reynolds sinh ra ở thành phố St. Charles, quận Madison, Iowa, Hoa Kỳ, tên khai sinh là Kimberly Kay Strawn. Bà học trung học tại Học khu Cộng đồng Xa lộ Liên tiểu bang 35 và tốt nghiệp năm 1977. Mùa thu năm 1977, bà tới thành phố Maryville, quận Nodaway, Missouri, vào trường Đại học Bang Northwest Missouri, tham gia các lớp học về kinh doanh, khoa học tiêu dùng, bán hàng và thiết kế quần áo. Sau một học kỳ, bà bỏ học rồi, trở về Iowa, theo học tại Trường Cao đẳng Cộng đồng Đông Nam Iowa ở Burlington, Iowa vào cuối những năm 1980, và sau đó theo học các lớp kế toán tại Trường Cao đẳng Cộng đồng Tây Nam Iowa ở Creston, Iowa từ năm 1992 đến 1995. Ở cả hai trường, bà đều không hoàn thành khóa học, kết thúc không nhận bằng. Về sau, Kim Reynolds bắt đầu các lớp học trực tuyến tại Đại học Bang Iowa vào năm 2012 và nhận bằng Cử nhân chuyên ngành Nghiên cứu Tự do (BLS) vào tháng 12 năm 2016.
Mặc dù không tốt nghiệp, không có bằng đại học về kế toán, kiểm toán nhưng Kim Reynolds vẫn được nhận vào làm ở cơ quan tiểu bang. Bà phục vụ bốn nhiệm kỳ với tư cách là Thủ quỹ Ngân khố quận Clarke trước khi được bầu làm Thượng nghị sĩ tiểu bang, thuộc Đảng Cộng hòa vào ngày 04 tháng 11 năm 2008, đại diện cho khu vực 48 tại Thượng viện Iowa, đánh bại ứng cử viên Dân chủ Ruth Smith và ứng cử viên độc lập Rodney Schmidt. Trong thời kỳ Thượng viện, bà tán thành lệnh cấm hôn nhân đồng giới ở Iowa.

## Phó Thống đốc Iowa

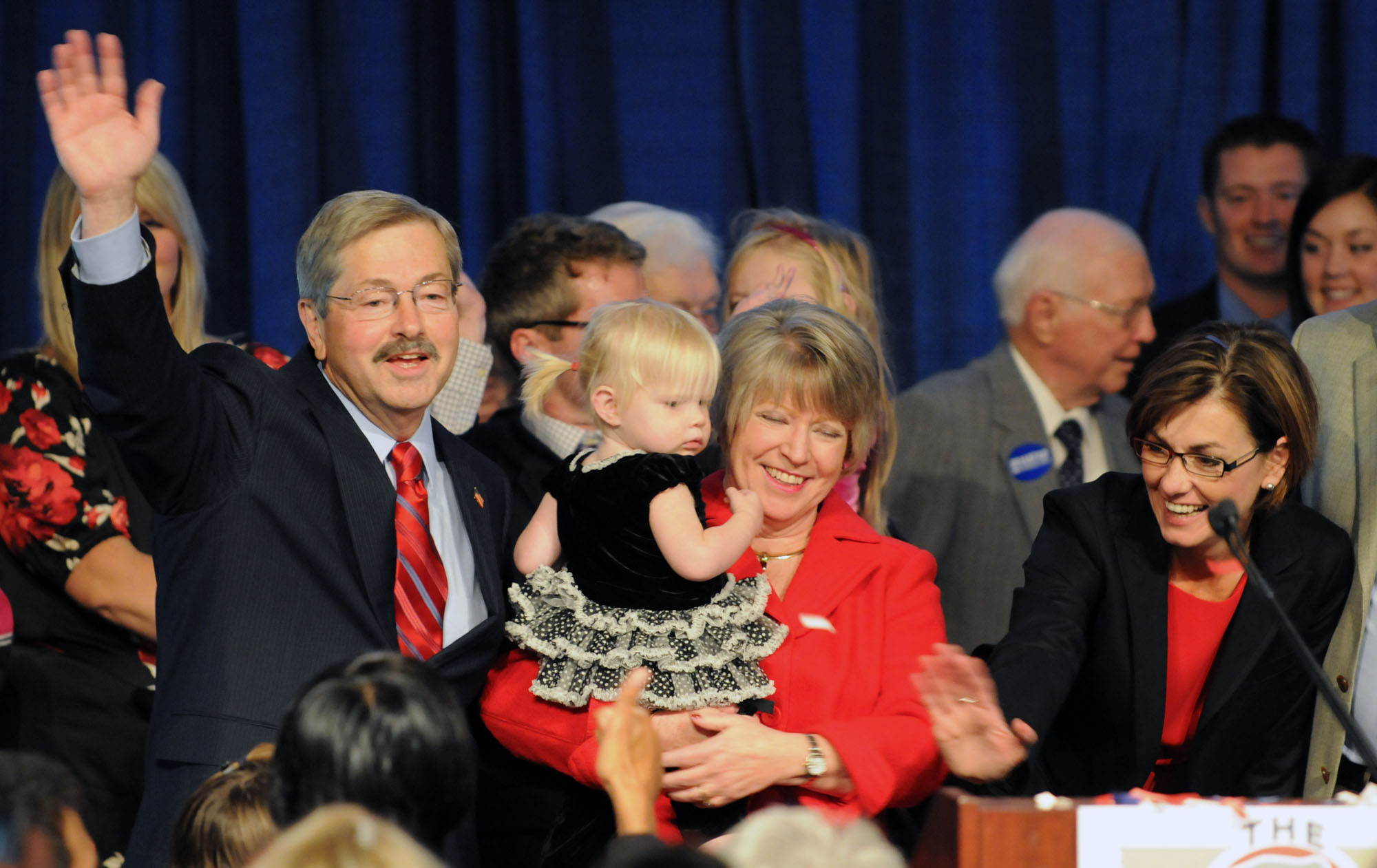
Kim Reynolds và gia đình Terry Branstad năm 2010.

Năm 2010, Iowa chuẩn bị cho cuộc tổng tuyển cử Thống đốc tiểu bang năm 2011. Ứng cử viên Thống đốc của Đảng Cộng hòa Terry Branstad đã đề xuất Kim Reynolds làm người bạn đồng hành tranh cử của mình với tư cách là ứng cử viên Phó Thống đốc. Trong Hội nghị Đảng Cộng hòa Iowa cuối năm, bà được nhất trí cử làm ứng viên Phó Thống đốc. Ngày 02 tháng 11 năm 2010, chiến dịch Branstad/Reynolds đã giành chiến thắng trong cuộc tổng tuyển cử. Bà từ chức Thượng nghị sĩ tiểu bang vào ngày 12 tháng 11 năm 2010, trước khi nhậm chức Phó Thống đốc, tuyên thệ nhậm chức vào ngày 14 tháng 1 năm 2011. Ở vị trí này, Kim Reynolds đồng thời là Đồng Chủ tịch Hội đồng Cố vấn Khoa học, Công nghệ, Kỹ thuật và Toán học (STEM) của Thống đốc; thành viên Ban Đối tác Iowa vì Tiến bộ Kinh tế; thành viên Liên minh Giáo dục Trẻ em Quân đội và cũng là đại diện của Branstad trong hội đồng của Hội chợ Bang Iowa (Iowa State Fair). Bà được bầu làm Chủ tịch Hiệp hội Phó Thống đốc Hoa Kỳ (NLGA) vào tháng 7 năm 2015. Năm 2014, liên minh Branstad/Reynolds tiếp tục thắng cử, tái đắc cử nhiệm kỳ 2015 – 2019.

## Thống đốc Iowa

### Kế nhiệm và tranh cử
Trong nhiệm kỳ thứ hai năm 2017, Thống đốc Terry Branstad đã từ chức để trở thành Đại sứ mới của Hoa Kỳ tại Trung Quốc. Ngay sau đó, vào ngày 24 tháng 5, Kim Reynolds kế nhiệm trở thành Thống đốc của Iowa, là nữ Thống đốc đầu tiên của Iowa. Khi bà tuyên thệ nhậm chức Thống đốc, vị trí Phó Thống đốc bị trống và các báo cáo chỉ ra rằng việc nếu bà lựa chọn một Phó Thống đốc có thể bị thách thức tại Tòa án Tối cao Iowa. Một ý kiến từ Tổng Chưởng lý Iowa chỉ ra rằng việc một được từ Phó Thống đốc trở thành Thống đốc như bà, sẽ [không] có thẩm quyền bổ nhiệm một Phó Thống đốc mới. Vào ngày 25 tháng 5 năm 2017, bà thông báo rằng Luật sự tiểu bang Iowa Adam Gregg sẽ giữ chức vụ Quyền Phó Thống đốc. Để tránh kiện tụng, Chính quyền Reynolds tuyên bố rằng Adam Gregg [sẽ] không giữ chức vụ Phó Thống đốc chính thức, và sẽ không kế nhiệm Kim Reynolds trong trường hợp bà không thể giữ chức Thống đốc. Bà bắt đầu nhiệm kỳ chính thức đầu tiên vào ngày 18 tháng 1 năm 2019.

### Nhiệm kỳ

#### Về Iowa

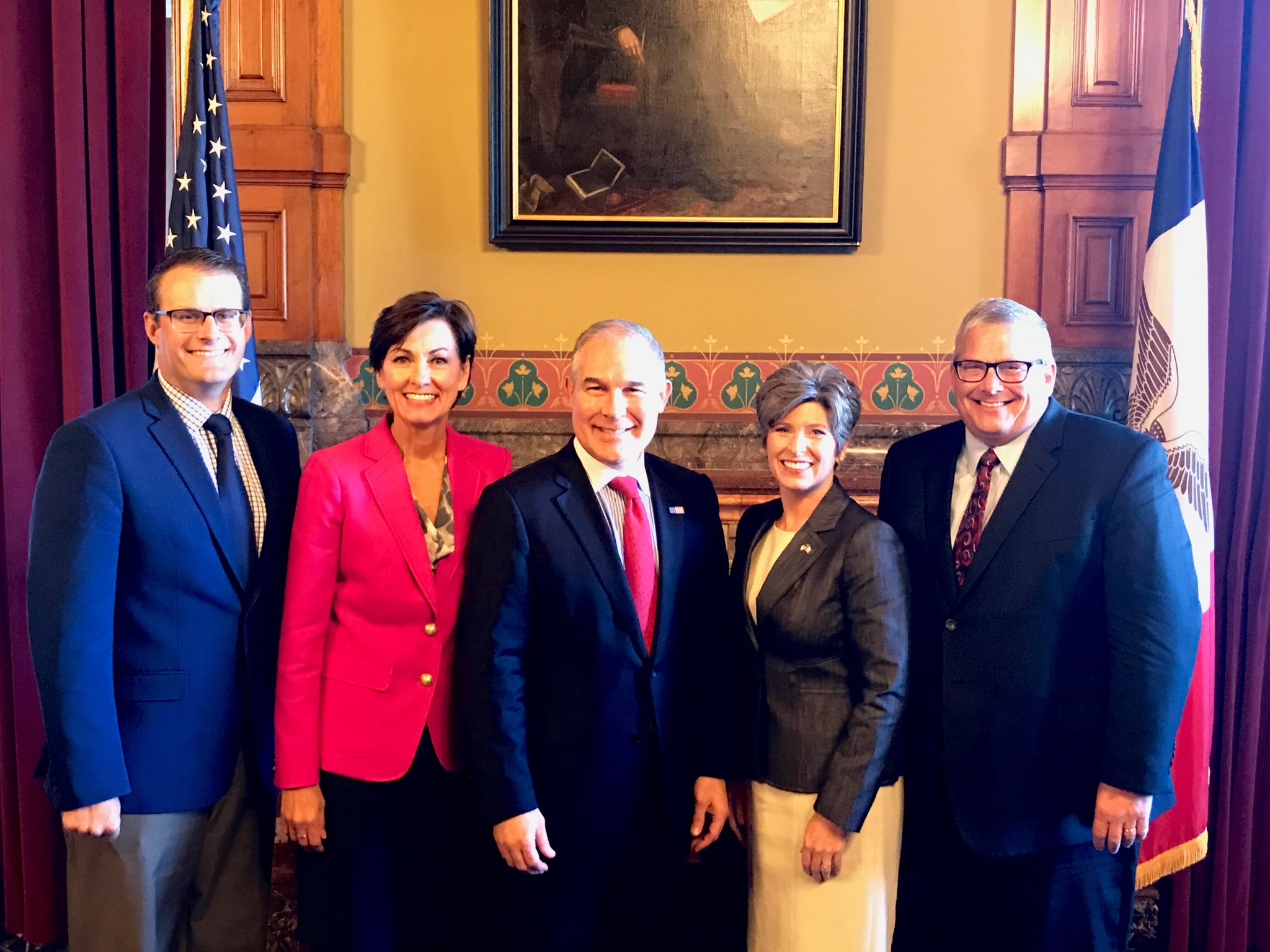
Cục Bảo vệ Môi sinh Hoa Kỳ và Nội các Reynolds 2017.

Vào năm 2020, bà đề xuất tăng thuế bán hàng của tiểu bang, bù đắp bằng việc giảm thuế thu nhập tiểu bang theo từng giai đoạn, bao gồm cắt giảm thuế suất cho nhóm thu nhập cao nhất, từ 9% xuống 5,5%. Đề xuất tái cấu trúc mã số thuế tiểu bang của bà thể hiện việc giảm thuế thu nhập hơn nữa, vượt ra ngoài luật năm 2018, dự luật đã được Đảng Cộng hòa thông qua trong Hội đồng Lập pháp bang và được bà ký thành luật, đây là lần cắt giảm thuế thu nhập lớn nhất trong lịch sử Iowa. Tuy nhiên, đề xuất tăng thuế bán hàng của bà đã bị các nhà lập pháp tiểu bang phản đối phần lớn. Vào tháng 5 năm 2018, Kim Reynolds đã ký một dự luật sửa đổi các chính sách hiệu quả năng lượng của Iowa. Năm 2019, bà đã ký một dự luật thành luật yêu cầu các trường đại học công lập bảo vệ tất cả các bài phát biểu trong khuôn viên trường.
Về chiến dịch xã hội: Kim Reynolds có mối quan hệ chặt chẽ với ngành công nghiệp thịt lợn Iowa, và đặc biệt là với Iowa Select, một trong những nhà sản xuất thịt lợn lớn nhất đất nước. Bà đã quyên góp một buổi chiều thời gian của mình như một phần của cuộc đấu giá từ thiện năm 2019 để mang lại lợi ích cho quỹ do các chủ sở hữu của công ty điều hành, một cặp vợ chồng đã đóng góp gần 300.000 USD cho các chiến dịch của bà. Việc trúng thầu được đặt bởi một nhà tài trợ thuộc Đảng Cộng hòa, người có ảnh hưởng trong ngành công nghiệp thịt lợn. Vào tháng 5 và tháng 7 năm 2020, Chính quyền Reynolds đã sắp xếp việc thử nghiệm COVID-19 được thực hiện tại ngoại ô West Des Moines của Iowa Select, và tại cơ sở Waverly thuộc sở hữu của một nhà tài trợ chiến dịch khác, vào thời điểm những người dễ bị tổn thương nhất bệnh tật, như nhân viên y tế và cư dân của các viện dưỡng lão, các cơ sở sinh hoạt cộng đồng khác, không thể kịp thời đi xét nghiệm.

#### Về xã hội

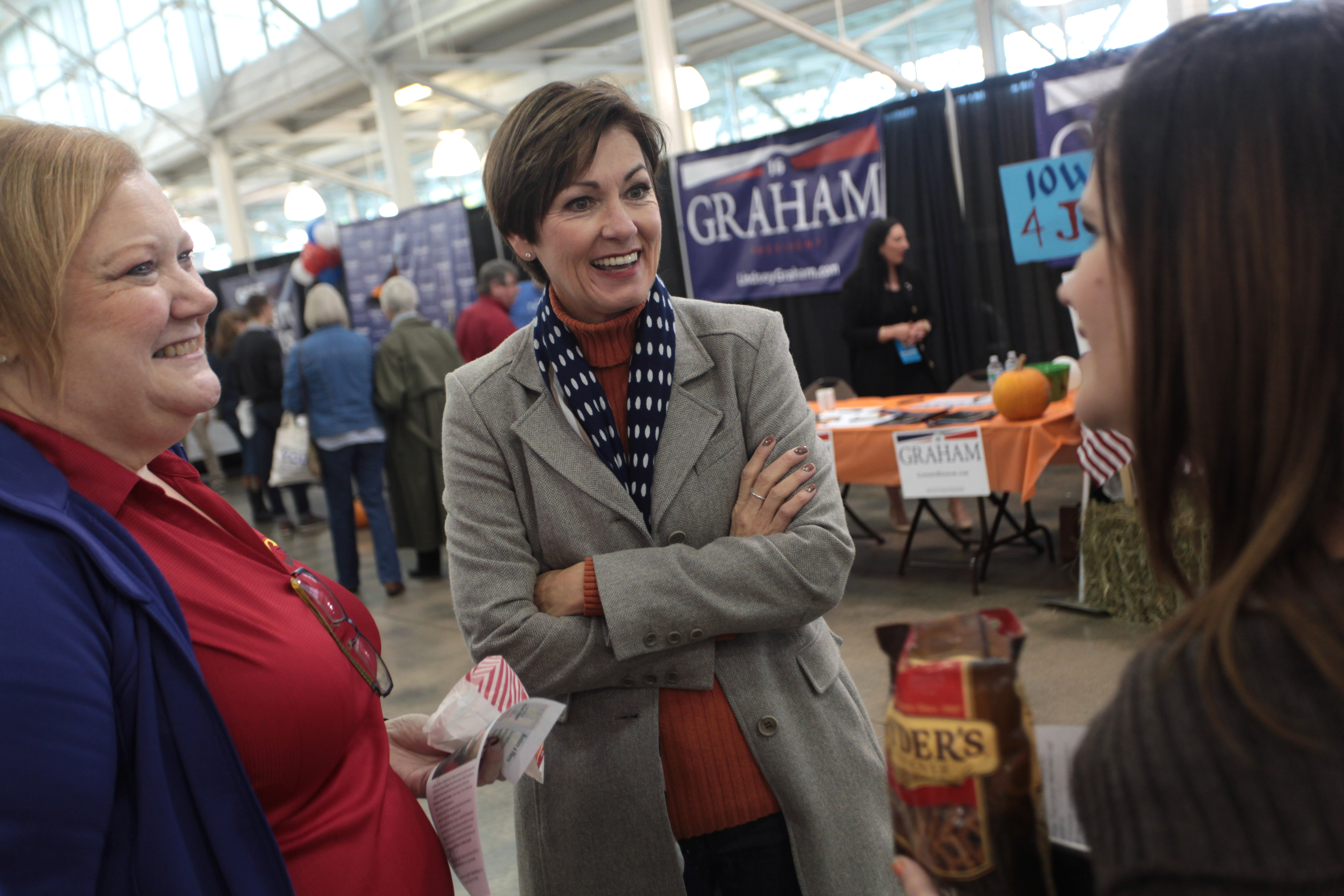
Kim Reynolds ở Des Moines, Iowa.

Năm 2018, Kim Reynolds đề xuất cắt 10 triệu USD từ chương trình Medicaid chăm sóc người lớn có thu nhập thấp đủ điều kiện, trẻ em, phụ nữ mang thai, người già và người khuyết tật. Về hôn nhân: năm 2018, sau phán quyết của Tòa án Tối cao Hoa Kỳ trong vụ Obergefell v. Hodges (2015), bà mô tả hôn nhân đồng giới là một vấn đề đã được dàn xếp và nói rằng bà không có nghĩa vụ phải tuân theo điều khoản nền tảng của Đảng Cộng hòa Iowa chống lại hôn nhân đồng tính. Cũng trong năm, bà đã ký dự luật đo nhịp tim thai nhi, một trong những lệnh cấm phá thai hạn chế nhất của Hoa Kỳ. Vào tháng 1 năm 2019, luật này đã bị một Thẩm phán tiểu bang Iowa loại bỏ, đã tuyên bố nó vi hiến. Bà quyết định không kháng cáo, nói rằng bà không tin một cuộc chiến pháp lý thua sẽ thúc đẩy sự nghiệp chống phá thai. Kim Reynolds đã nhiều lần kêu gọi sửa đổi Hiến pháp tiểu bang để tuyên bố rằng Hiến pháp không bảo vệ quyền phá thai; sửa đổi theo hướng đảo ngược quyết định năm 2019 của Tòa án Tối cao Iowa kết luận rằng quyền phá thai được bảo vệ bởi Hiến pháp tiểu bang.
Về nhân quyền: từ năm 2017 đến tháng 4 năm 2020, Kim Reynolds khôi phục quyền biểu quyết của 543 trọng tội, nhiều hơn khoảng 200 lần phục hồi mà người tiền nhiệm của bà đã đặt ra trong gần bảy năm tại vị. Vào tháng 8 năm 2020, bà đã ký một lệnh hành pháp cho phép những người phạm tội được bỏ phiếu trong cuộc bầu cử ở Iowa sau khi mãn hạn tù. Iowa trước đây đã áp đặt lệnh cấm bỏ phiếu trọng tội suốt đời, trừ khi Thống đốc đích thân khôi phục quyền bỏ phiếu của họ, đây là luật nghiêm khắc nhất trong cả nước. Khi giải thích về niềm tin của mình vào cơ hội thứ hai trong đời người, bà đề cập đến những trải nghiệm của mình hai thập kỷ trước đó, trong đó hai lần nhận tội lái xe khi say rượu (DUI) và sau đó đã khỏi bệnh nghiện rượu, một trải nghiệm mà bà coi là bước ngoặt quan trọng trong cuộc đời. Về thuốc lá: cuối năm 2019, Kim Reynolds đã khởi động một chiến dịch truyền thông xã hội chống thuốc lá điện tử, nhằm nỗ lực giảm thiểu vaping trong giới trẻ Iowa. Vào tháng 7 năm 2020, bà đã ký luật nâng độ tuổi hợp pháp tối thiểu để mua các sản phẩm thuốc lá, bao gồm các sản phẩm vaping, lên 21.

#### Về hệ chính trị

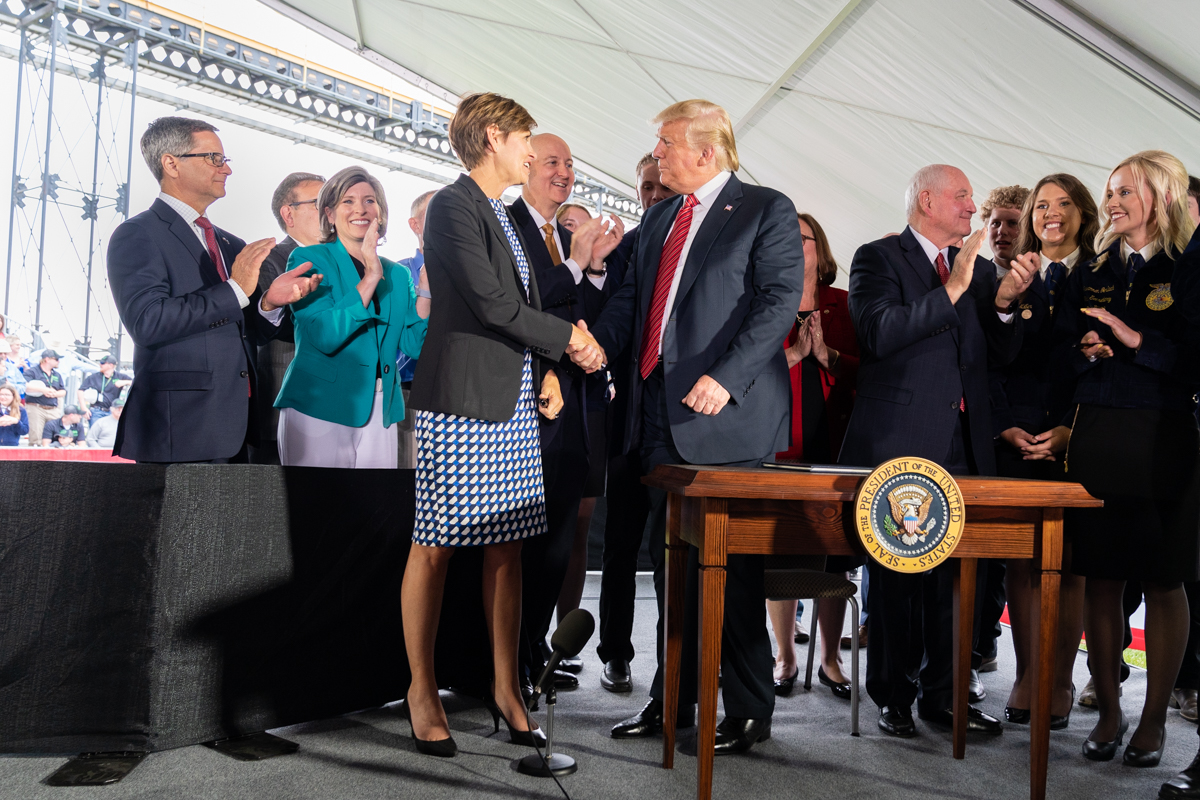
Kim Reynolds và Tổng thống Donald Trump năm 2019, bắt tay ký lệnh điều hành E15 về etanol.

Kim Reynolds là một người ủng hộ Donald Trump. Bà đã chặn hai phần ba yêu cầu từ Tổng Chưởng lý Tom Miller về việc tham gia các vụ kiện nhiều bang thách thức các chính sách của Chính quyền Trump hoặc gửi bản tóm tắt amicus curiae trong các vụ kiện tương tự; trong số các yêu cầu bị phủ quyết là những đề xuất thách thức các chính sách của Donald Trump liên quan đến nhập cư, tị nạn, phá thai, kiểm soát sinh đẻ, bãi bỏ quy định về môi trường, chính sách súng và quyền LGBT. Kim Reynolds đã ngăn Tom Miller đại diện tư pháp Iowa trong một thách thức pháp lý đối với việc Chính quyền Trump bãi bỏ Kế hoạch Điện sạch, một quy định từ thời Barack Obama hạn chế phát thải khí nhà kính để chống lại biến đổi khí hậu. Vào năm 2018, Kim Reynolds thừa nhận rằng các chính sách thương mại và thuế quan của Donald Trump đã làm tổn hại đến nông dân Mỹ, những người bị sụt giảm xuất khẩu nông nghiệp do các quốc gia khác áp đặt thuế quan để trả đũa thuế quan của Donald Trump; nhưng sau đó bà lại tuyên bố rằng nông dân cuối cùng sẽ được hưởng lợi. Kim Reynolds xuất hiện với Donald Trump trong chiến dịch tranh cử Tổng thống năm 2020, và bị đánh bại trên toàn quốc bởi Joe Biden. Sau thất bại của Donald Trump, Reynolds đã không tố cáo những cáo buộc của Tổng thống về gian lận bầu cử và từ chối thừa nhận chiến thắng của Joe Biden cho đến tháng 1 năm 2021, khi các phiếu đại cử tri được kiểm phiếu chính thức bởi Quốc hội.

### Đại dịch COVID-19

#### Giai đoạn đầu

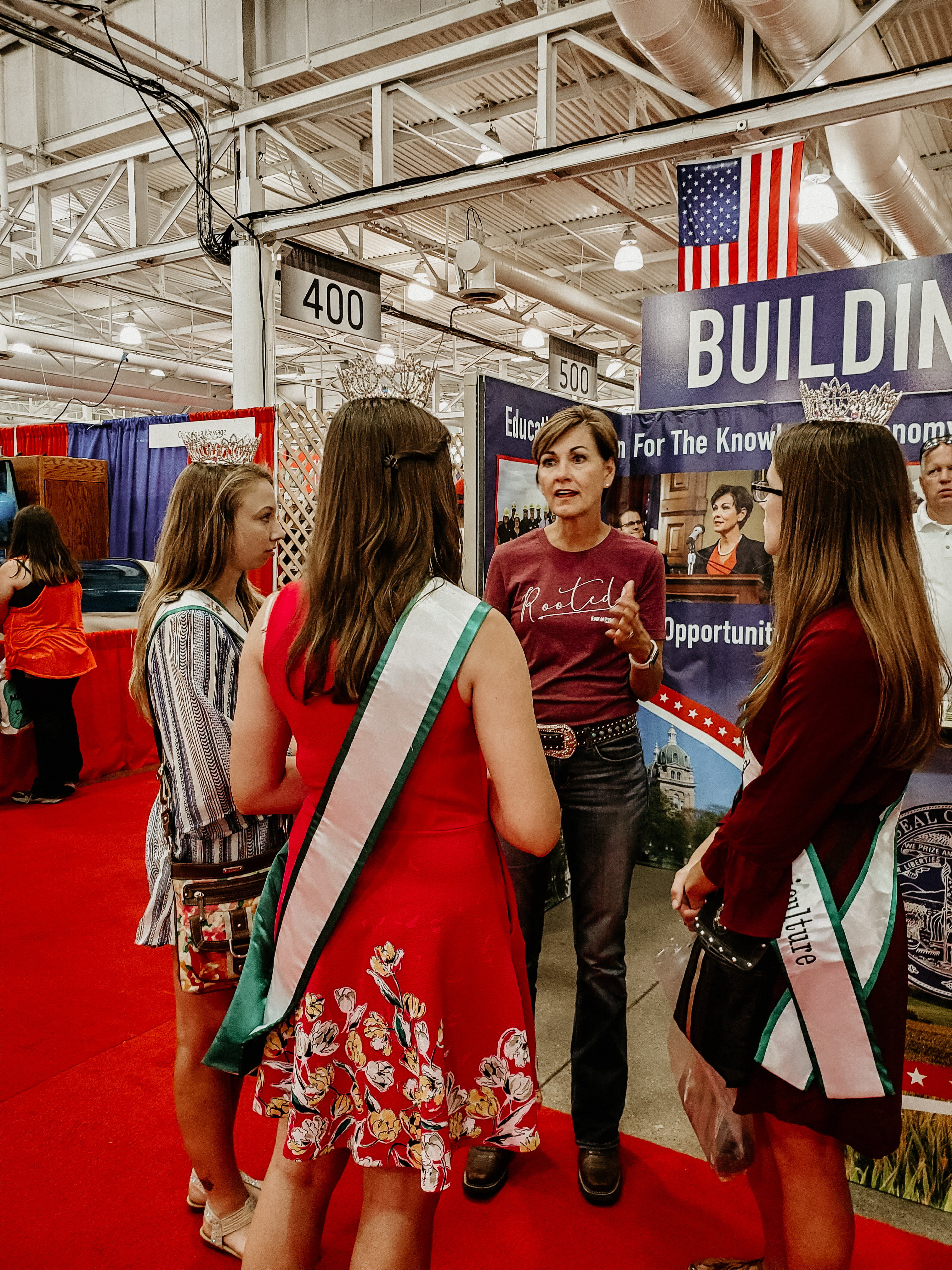
Kim Reynolds cuối năm 2019.

Trong Đại dịch COVID-19, Kim Reynolds đã bất chấp hướng dẫn sức khỏe cộng đồng và các khuyến nghị khoa học để đối phó với virus. Bà đã ký Tuyên bố về Tình trạng Khẩn cấp thảm họa vào ngày 09 tháng 3 năm 2020. Cùng tháng, bà ra lệnh đóng cửa một số cơ sở kinh doanh giải trí và đóng cửa trường học, lệnh tạm dừng phẫu thuật "không cần thiết", trong đó có phá thai. Tuy nhiên, bà đã không thực hiện lệnh ở nhà trong thời kỳ dịch, bất chấp lời khuyên của các quan chức y tế Iowa, và không thực hiện yêu cầu đeo khẩu trang ở những nơi công cộng cho đến sau cuộc bầu cử tháng 11 năm 2020, khi bà bắt buộc phải đeo khẩu trang tại các cuộc tụ họp lớn. Vào tháng 6, các cơ sở kinh doanh giải trí như quán bar và nhà hàng đã hoàn toàn mở cửa trở lại, dẫn đến số ca nhiễm coronavirus tăng vọt. Kim Reynolds nói rằng khoa học về hiệu quả của khẩu trang trong việc ngăn chặn đại dịch coronavirus vẫn chưa được giải quyết, mặc dù đã có sự hỗ trợ gần như nhất trí về mặt khoa học và y tế rằng việc đeo khẩu trang ở nơi công cộng ngăn ngừa lây truyền virus và việc sử dụng khẩu trang được khuyến khích bởi Tổ chức Y tế Thế giới, Trung tâm Kiểm soát và Phòng ngừa Dịch bệnh (CDC), và Bộ Y tế Iowa. Vào tháng 7 năm 2020, bà cho rằng các quy định về khẩu trang do các địa phương ở Iowa thực hiện là không phù hợp và bất hợp pháp, và tìm cách chặn chúng, biến Iowa trở thành một trong những bang duy nhất của Hoa Kỳ không có bất kỳ quy định bắt buộc nào về khẩu trang của địa phương hoặc bang. Thị trưởng thành phố Iowa bác bỏ yêu cầu của bà và ban hành lệnh của thành phố yêu cầu sử dụng khẩu trang ở những nơi công cộng, ông trích dẫn Hiến pháp tiểu bang và quy chế tiểu bang trao quyền thị trưởng trong thời gian khẩn cấp hoặc nguy hiểm công cộng.
Vào tháng 7 năm 2020, bà hủy bỏ kế hoạch do một số khu học thực hiện nhằm giới hạn các lớp học trực tiếp trong một ngày một tuần đối với hầu hết học sinh, yêu cầu học sinh dành ít nhất một nửa thời gian học của họ trong các lớp học. Kế hoạch này đã bị chỉ trích bởi Hiệp hội Giáo dục Bang Iowa (công đoàn giáo viên của tiểu bang), khiến các giáo viên trường công lập Iowa bắt đầu gửi các lời cáo phó về mình tới Kim Reynolds để phản đối. Bất chấp sự phản đối kịch liệt của các giáo viên, rằng giãn cách xã hội là thường không thể trong môi trường học và nhiều giáo viên vẫn chưa được tiêm phòng, vào cuối tháng 1 năm 2021, Kim Reynolds đã ký một dự luật được thông qua bởi Hội đồng Lập pháp tiểu bang về vấn đề toàn thời gian trong học tập của học sinh theo yêu cầu của cha mẹ. Năm 2020, bà có xếp hạng thấp nhất so với bất kỳ Thống đốc nào trên toàn quốc về việc xử lý COVID-19, với tỷ lệ ủng hộ là 28% vào tháng 7, và 26% vào tháng 9 năm 2020. COVID-19 ở Iowa đạt đỉnh vào tháng 11 năm 2020, nhưng vẫn ở mức cao trong năm tiếp theo, vào cuối tháng 1 năm 2021, bang có tỷ lệ dương tính cao thứ ba quốc gia, tỷ lệ tiêm chủng bình quân đầu người thấp thứ ba.

#### Ứng phó
Tháng 4 năm 2020, Kim Reynolds đã ký hợp đồng với công ty khởi nghiệp Nomi Health ở Utah để phát triển một chương trình thử nghiệm COVID-19 có tên TestIowa. Vào tháng 9 năm 2020, Chính quyền Reynolds đã phá vỡ hướng dẫn cách ly của CDC, thu hồi hướng dẫn khuyến cáo những người tiếp xúc với vi rút cách ly trong 14 ngày. Vào tháng 11 năm 2020, bà ban hành quy định về khẩu trang trên toàn tiểu bang, ra lệnh cho bất kỳ ai trên hai tuổi đeo khẩu trang ở các không gian công cộng, đảo ngược tuyên bố trước đó rằng khẩu trang chỉ là một biện pháp cảm thấy tốt. Khi phát lệnh, bà nói, "Không ai muốn làm điều này. Tôi không muốn làm điều này. Nếu người dân Iowa không theo lệnh này, chúng ta sẽ thua. Các doanh nghiệp sẽ đóng cửa một lần nữa, nhiều trường học sẽ buộc phải trực tuyến, và hệ thống chăm sóc sức khỏe của chúng tôi sẽ thất bại". Vào tháng 2 năm 2021, trong khi đại dịch vẫn đang diễn ra, bà đã giảm bớt các yêu cầu về khẩu trang ở những nơi trong nhà công cộng, cũng như hạn chế việc ăn uống trong nhà. Bà quyết định dỡ bỏ các biện pháp y tế công cộng mà không tham khảo ý kiến của các chuyên gia tại Sở Y tế Công cộng Iowa. Bên cạnh đó, CDC kêu gọi các bang không nới lỏng các biện pháp y tế công cộng COVID-19 của họ.

## Lịch sử tranh cử
Tính đến 2021, Kim Reynolds đã tham gia bốn kỳ bầu cử, gồm một kỳ bầu Thượng nghị sĩ tiểu bang, ba kỳ tổng tuyển cử Thống đốc Iowa. Bà đều giành chiến thắng.

## Đời tư

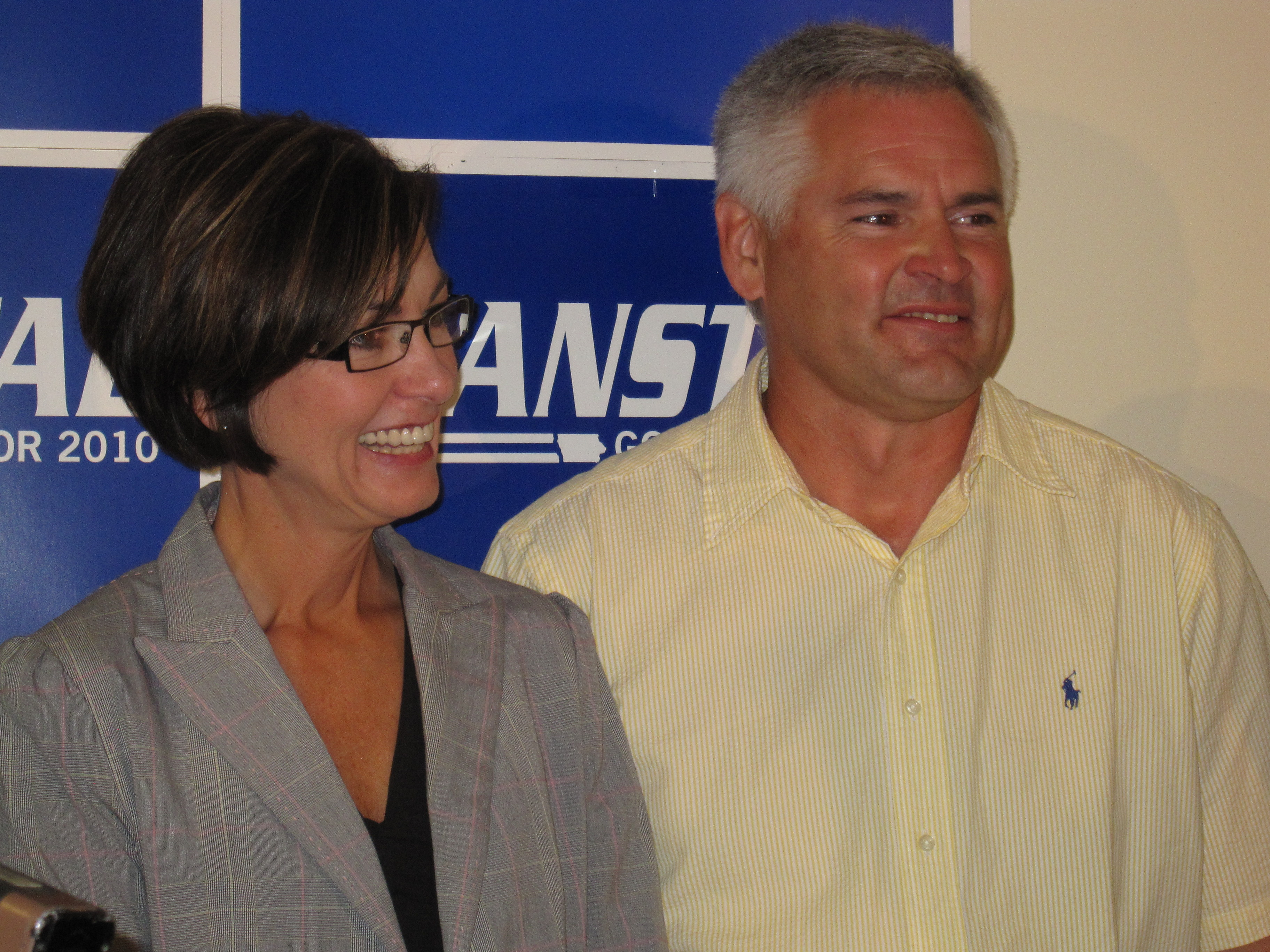
Vợ chồng Reynolds năm 2010.

Kim Reynolds kết hôn với Kevin Reynolds vào năm 1982. Hai vợ chồng có ba con gái, Jennifer Reynolds, Nicole Reynolds và Jessica Reynolds và chín đứa cháu. Về đời tư cá nhân, Kim Reynolds từng gặp những vấn đề về nghiện rượu. Bà hai lần bị buộc tội lái xe trong tình trạng có cồn, lần đầu vào năm 1999 và lần thứ hai vào tháng 8 năm 2000. Năm 2000, ban đầu bà bị buộc tội nặng hơn, nhưng sau đó nhận tội nhẹ hơn. Vào năm 2017, Kim Reynolds nói rằng bà đã tìm cách điều trị nội trú vì chứng nghiện rượu sau khi bị bắt lần thứ hai và rằng bà đã vượt qua trong gần 17 năm.